# 诺恩贝尔格教堂
诺恩贝尔格教堂（Stiftskirche Nonnberg）是一座罗马天主教修道院教堂，位于奥地利萨尔茨堡老城区边缘的诺恩贝尔格修女院。
该堂为世界遗产萨尔茨堡历史中心的一部分。